# Духовская слобода (Переславль-Залесский)
Духовская слобода Никитского стана возникла после основания в городе Переславле Духова монастыря. В смутное время запустела, снова заселена в 1677 году. В настоящее время здесь находится проточная улица Переславля-Залесского.

## История
В древности здесь существовал мужской Духовский монастырь. Время основания этого монастыря неизвестно, но он был уже в 1586 году. В 1611 году литовцы, бывшие в Переславле под предводительством Сапеги, весь монастырь выжгли и, вероятно, за недостатком средств к существованию, по просьбе игумена Мисаила, указом царя Михаила Фёдоровича этот монастырь был приписан к Никитскому монастырю.
На месте монастыря осталась приходская церковь во имя Сошествия Святого Духа. В 1788 году преосвященный Феофилакт, последний епископ Переславский, по просьбе прихожан и священника Ивана Ильина, разрешил постройку каменной церкви вместо деревянной, в честь того же праздника. Придельная церковь была устроена и освящена в 1796 году, а настоящий храм в 1799 году; тогда же построена и каменная колокольня. Престолов в церкви было два: в холодной в честь Сошествия Святого Духа на апостолов и в тёплой в честь святых мучеников Адриана и Наталии.